# 塞斯特斯

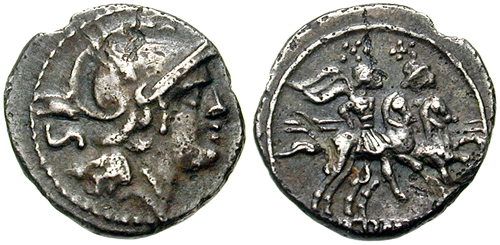

塞斯特斯（拉丁語：Sestertius），一種古羅馬的硬幣，於羅馬共和國時期是白銀鑄造的小型硬幣，僅在極少數情況下發行；到了羅馬帝國時期改以黃銅鑄造，而直徑亦相對較大。它的幣值是阿斯的2.5倍，第纳里乌斯的四分之一。硬幣上有「IIS」的記認，「II」是二，「S」即一半的意思，拼在一起亦即是兩塊半的意思。

## 外部連結
- An early (211/10 CE) Sestertius at the American Numismatic Society (numismatics.org:1975.134.7) （页面存档备份，存于）
- An Augustan Sestertius from an Asian Mint (numismatics.org:2006.21.9) （页面存档备份，存于）
- Sestertius issued by Caligula in memory of his mother Agrippina the Elder (numismatics.org:1952.81.2) （页面存档备份，存于）
- How much is a sestertius? （页面存档备份，存于） January 4, 2009, Roger Pearse